# Aladár Háberl
Aladár Háberl, född 9 februari 1898 i Budapest, död där 4 juni 1990, var en ungersk vinteridrottare som var aktiv inom nordisk skidsport under 1920-talet. Han medverkade vid olympiska vinterspelen 1924 i nordisk kombination, men bröt tävlingen efter backhoppningen. Han var även anmäld till den individuella backhoppningen och längdskidor 18 kilometer, men startade inte i dessa tävlingar.